# John Renshaw Carson

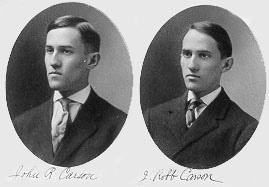
Schulfoto von John Renshaw Carson (links), rechts sein Zwillingsbruder

John Renshaw Carson (* 28. Juni 1886 in Pittsburgh, Pennsylvania; † 31. Oktober 1940 in New Hope, Pennsylvania) war ein US-amerikanischer Nachrichtentechniker. Er erfand die Einseitenbandmodulation (SSB).
An der Princeton University erwarb er 1907 seinen Bachelor of Science, 1909 für Elektrotechnik und 1912 seinen Master. Von 1907 bis 1908 war er am MIT. Von 1912 bis 1914 war er in Princeton Dozent für Physik und Elektrotechnik.
1914 begann er bei der American Telephone & Telegraph (heute AT&T), wo er an Experimenten zum Sprechfunk teilnahm. 1915 erfand er die Einseitenbandmodulation, um doppelt so viele Telefongespräche gleichzeitig über einen Stromkreis zu übertragen, und installierte die ersten Übertragungssysteme zwischen Pittsburgh und Baltimore.
1922 publizierte er eine mathematische Abhandlung zur Frequenzmodulation, in der er die Carson-Formel zur Bandbreite vorstellte. Edwin Howard Armstrong konnte später die Vorteile der Frequenzmodulation darstellen.
Von 1917 bis 1925 analysierte er Filter-Effekte zur Amplitudenmodulation mittels Operatorkalkül, um Entwicklern die Möglichkeit zu geben, Übersprechen auf solchen Mehrwegeleitungen zu unterbinden.
Von 1925 bis 1940 arbeitete er als Mathematiker und Elektrotechniker für die Bell Laboratories, wo er 1932 mit George C. Southworth Wellenleiter-Experimente durchführte.

## Veröffentlichungen
- Electrical Circuit Theory and Operational Calculus; 1926.